# ウェルカム・バスケット
株式会社ウエルカム・バスケットは、愛知県日進市赤池町に本部を置く、つばめタクシーグループに属する、引越を主体とした運輸サービス会社である。
トラックの車体にも書かれているイメージキャラクターは、イラストレーターの原田治によるものである。

## 事業所
- 本部・総務部・経理部・人事部　愛知県日進市赤池町屋下345番地1
- 名東南支店・営業部・法人部　愛知県日進市赤池町屋下345番地1
- コールセンター・あんしんネットワーキング　愛知県日進市赤池町屋下345番地1
- 名西支店・あんしんネットワーク事業部　愛知県名古屋市中川区新家2丁目104番地
- トランスポート事業部・電気事業部　愛知県名古屋市中川区新家2丁目104番
- 岐阜支店　岐阜県羽島郡岐南町平成2丁目2番地
- あんしんネットワークス　岐阜県羽島郡岐南町平成2丁目7番地

## ギャラリー
- 名南支店（2015年8月）
- 原田治のイラストが描かれた引越用トラック（2016年7月）